# Lacourt
Pour les articles homonymes, voir Lacourt (homonymie).
Pour l’article ayant un titre homophone, voir Lacour.
Lacourt est une commune française située dans l'ouest du département de l'Ariège, en région Occitanie et dans l'aire urbaine de Saint-Girons. Sur le plan historique et culturel, la commune fait partie du Couserans, pays aux racines gasconnes structuré par le cours du Salat.
Exposée à un climat de montagne, elle est drainée par le Salat, le Nert, la rivière d'Alos et par divers autres petits cours d'eau. Incluse dans le parc naturel régional des Pyrénées ariégeoises, la commune possède un patrimoine naturel remarquable : un site Natura 2000 (« Garonne, Ariège, Hers, Salat, Pique et Neste »), un espace protégé (les « falaises de Sourroque ») et cinq zones naturelles d'intérêt écologique, faunistique et floristique.
Lacourt est une commune rurale qui compte 201 habitants en 2022, après avoir connu un pic de population de 1 278 habitants en 1841. Elle fait partie de l'aire d'attraction de Saint-Girons. Ses habitants sont appelés les lacourtois ou lacourtoises.

## Géographie

### Localisation
1. Carte dynamique
2. Carte Openstreetmap
3. Carte topographique
4. Carte avec les communes environnantes

La commune de Lacourt se trouve dans le département de l'Ariège, en région Occitanie.
Commune des Pyrénées située dans l'aire d'attraction de Saint-Girons en Couserans, sur le Salat, affluent de la Garonne, qui arrive sur la commune par les gorges de la Ribaute. Elle fait partie du parc naturel régional des Pyrénées ariégeoises.
Elle se situe à 35 km à vol d'oiseau de Foix, préfecture du département, à 5 km de Saint-Girons, sous-préfecture, et à 22 km de La Bastide-de-Sérou, bureau centralisateur du canton du Couserans Est dont dépend la commune depuis 2015 pour les élections départementales.
La commune fait en outre partie du bassin de vie de Saint-Girons.
Les communes les plus proches sont : 
Encourtiech (1,6 km), Erp (2,1 km), Eycheil (2,7 km), Rivèrenert (4,6 km), Alos (4,8 km), Saint-Girons (5,0 km), Soulan (6,0 km), Montjoie-en-Couserans (6,3 km).
Sur le plan historique et culturel, Lacourt fait partie du Couserans, pays aux racines gasconnes structuré par le cours du Salat (affluent de la Garonne), que rien ne prédisposait à rejoindre les anciennes dépendances du comté de Foix.
Lacourt est limitrophe de sept autres communes.
Les communes limitrophes sont Alos, Encourtiech, Erp, Eycheil, Rivèrenert, Soueix-Rogalle et Moulis.
| Eycheil                     | Encourtiech    | Rivèrenert |
| Moulis (par un quadripoint) | Lacourt        | Erp        |
| Alos                        | Soueix-Rogalle |            |

### Géologie et relief
La commune est située dans les Pyrénées, une chaîne montagneuse jeune, érigée durant l'ère tertiaire (il y a 40 millions d'années environ), en même temps que les Alpes. Les terrains affleurants sur le territoire communal sont constitués de roches sédimentaires, métamorphiques ou plutoniques datant pour certaines du Mésozoïque, anciennement appelé Ère secondaire, qui s'étend de −252,2 à −66,0 Ma, et pour d'autres du Paléozoïque, une ère géologique qui s'étend de −541 à −252,2 Ma. La structure détaillée des couches affleurantes est décrite dans la feuille « n°1074 - Saint-Girons » de la carte géologique harmonisée au 1/50 000ème du département de l'Ariège, et sa notice associée.
La superficie cadastrale de la commune publiée par l’Insee, qui sert de références dans toutes les statistiques, est de 16,5 km2,. La superficie géographique, issue de la BD Topo, composante du Référentiel à grande échelle produit par l'IGN, est quant à elle de 16,65 km2. Son relief est particulièrement escarpé puisque la dénivelée maximale atteint 821 mètres. L'altitude du territoire varie entre 411 m et 1 232 m.
La superficie de la commune est de 1 650 hectares ; son altitude varie de 411  à   1 232 mètres.

### Hydrographie

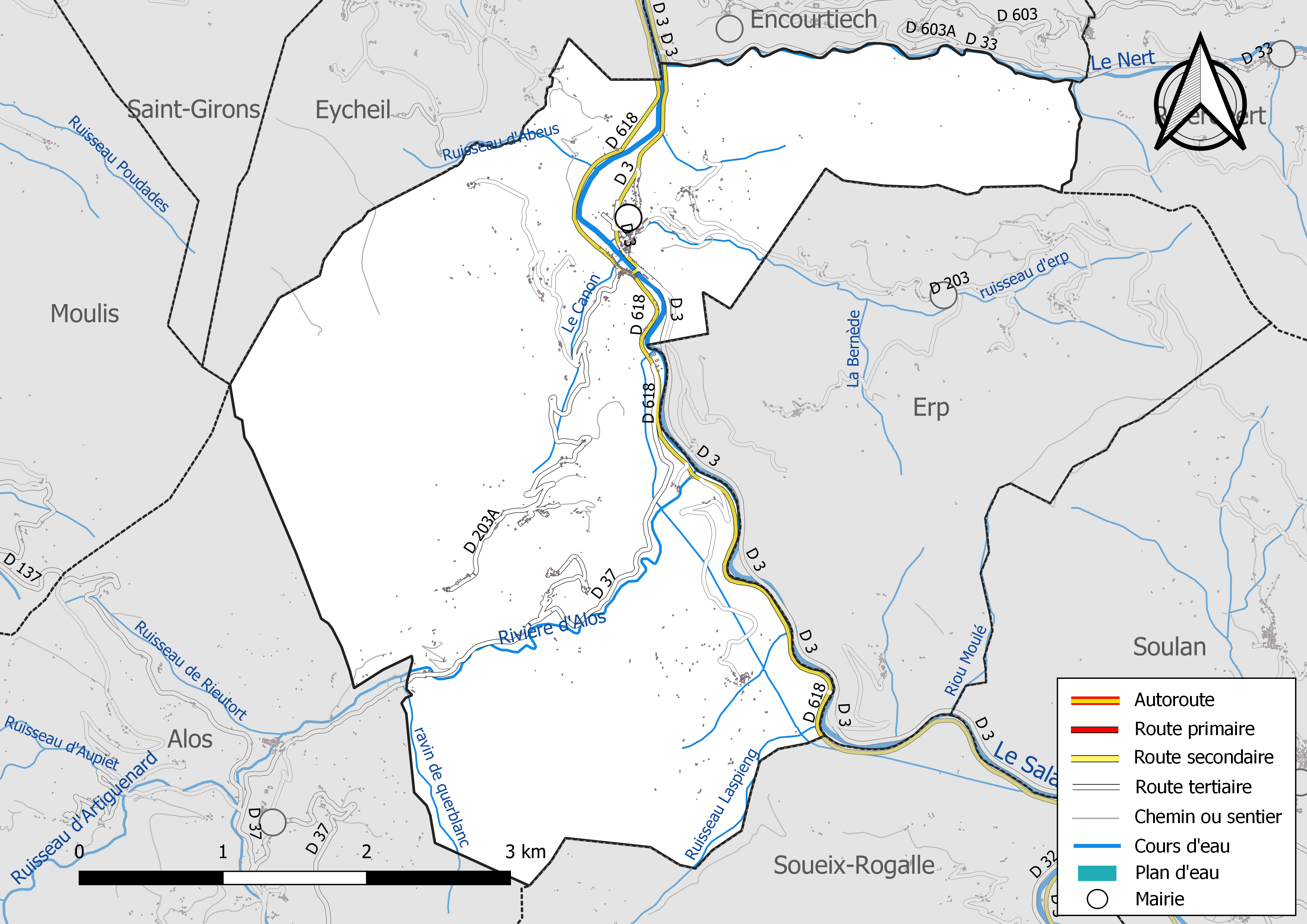
Réseaux hydrographique et routier de Lacourt.

La commune est dans le bassin versant de la Garonne, au sein du bassin hydrographique Adour-Garonne. Elle est drainée par le Salat, le Nert, Rivière d'Alos, un bras du Nert, le Canon, ravin de querblanc, le ruisseau d'Abeus, le ruisseau d'erp, le ruisseau Laspieng et par divers petits cours d'eau, constituant un réseau hydrographique de 18 km de longueur totale,.
Le Salat, d'une longueur totale de 74,1 km, prend sa source dans la commune de Couflens et s'écoule du sud vers le nord. Il traverse la commune et se jette dans la Garonne à Boussens, après avoir traversé 27 communes.
Le Nert, d'une longueur totale de 14 km, prend sa source dans la commune de Rivèrenert et s'écoule d'est en ouest. Il traverse la commune et se jette dans le Salat sur le territoire communal, après avoir traversé 3 communes.

### Climat
Pour des articles plus généraux, voir Climat de l'Occitanie et Climat de l'Ariège.
En 2010, le climat de la commune est de type climat des marges montargnardes, selon une étude s'appuyant sur une série de données couvrant la période 1971-2000. En 2020, Météo-France publie une typologie des climats de la France métropolitaine dans laquelle la commune est exposée à un climat de montagne et est dans la région climatique Pyrénées centrales, caractérisée par une pluviométrie annuelle de 1 000 à 1 200 mm.
Pour la période 1971-2000, la température annuelle moyenne est de 11,5 °C, avec une amplitude thermique annuelle de 15,1 °C. Le cumul annuel moyen de précipitations est de 1 042 mm, avec 10 jours de précipitations en janvier et 7,3 jours en juillet. Pour la période 1991-2020, la température moyenne annuelle observée sur la station météorologique la plus proche, située sur la commune de Lorp-Sentaraille à 8 km à vol d'oiseau, est de 12,5 °C et le cumul annuel moyen de précipitations est de 973,2 mm,. Pour l'avenir, les paramètres climatiques de la commune estimés pour 2050 selon différents scénarios d'émission de gaz à effet de serre sont consultables sur un site dédié publié par Météo-France en novembre 2022.

### Milieux naturels et biodiversité

#### Espaces protégés
La protection réglementaire est le mode d’intervention le plus fort pour préserver des espaces naturels remarquables et leur biodiversité associée,.
La commune fait partie du parc naturel régional des Pyrénées ariégeoises, créé en 2009 et d'une superficie de 245 973 ha, qui s'étend sur 138 communes du département. Ce territoire unit les plus hauts sommets aux frontières de l’Andorre et de l’Espagne (la Pique d'Estats, le mont Valier, etc) et les plus hautes vallées des avants-monts, jusqu’aux plissements du Plantaurel.
Un  autre espace protégé est présent sur la commune : 
les « falaises de Sourroque », objet d'un arrêté de protection de biotope, d'une superficie de 85,5 ha.

#### Réseau Natura 2000

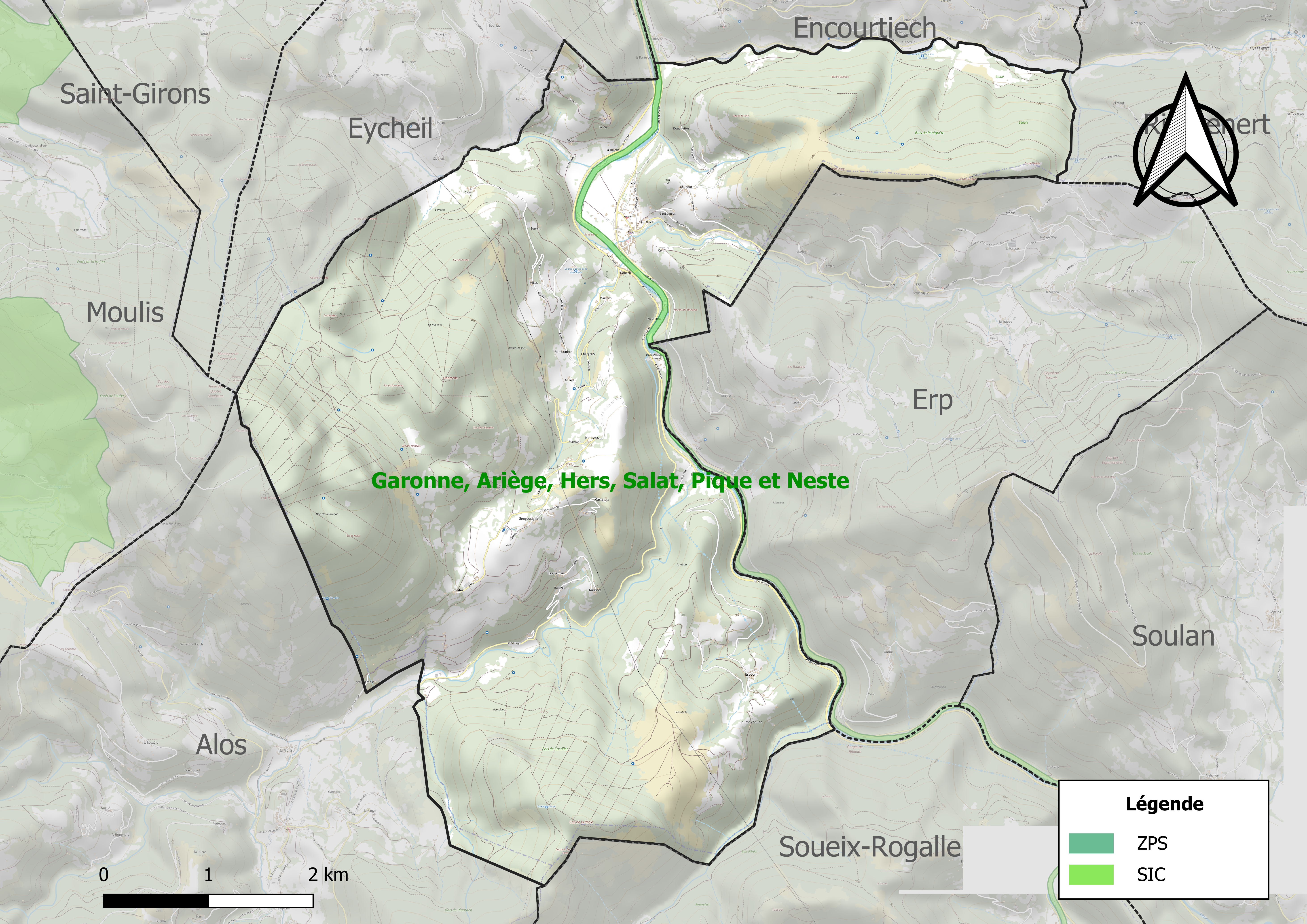
Site Natura 2000 sur le territoire communal.

Le réseau Natura 2000 est un réseau écologique européen de sites naturels d'intérêt écologique élaboré à partir des directives habitats et oiseaux, constitué de zones spéciales de conservation (ZSC) et de zones de protection spéciale (ZPS).
Un site Natura 2000 a été défini sur la commune au titre de la directive habitats : « Garonne, Ariège, Hers, Salat, Pique et Neste », d'une superficie de 9 581 ha, un réseau hydrographique pour les poissons migrateurs, avec des zones de frayères actives et potentielles importantes pour le Saumon en particulier qui fait l'objet d'alevinages réguliers et dont des adultes atteignent déjà Foix sur l'Ariège.

#### Zones naturelles d'intérêt écologique, faunistique et floristique
L’inventaire des zones naturelles d'intérêt écologique, faunistique et floristique (ZNIEFF) a pour objectif de réaliser une couverture des zones les plus intéressantes sur le plan écologique, essentiellement dans la perspective d’améliorer la connaissance du patrimoine naturel national et de fournir aux différents décideurs un outil d’aide à la prise en compte de l’environnement dans l’aménagement du territoire.
Trois ZNIEFF de type 1 sont recensées sur la commune :
- « le Salat et le Lens » (712 ha), couvrant 32 communes dont 21 dans l'Ariège et 11 dans la Haute-Garonne[34] ;
- le « massif de l'Arize, zone d'altitude » (15 897 ha), couvrant 26 communes du département[35],
- le « massif du Bouireix et montagnes de Sourroque » (13 572 ha), couvrant 14 communes du département[36] ;

et deux ZNIEFF de type 2, : 
- le « massif de l'Arize » (42 110 ha), couvrant 40 communes du département[37] ;
- les « massifs du mont Valier, du Bouirex et montagnes de Sourroque » (32 357 ha), couvrant 18 communes du département[38].

Carte des ZNIEFF de type 1 et 2 à Lacourt.
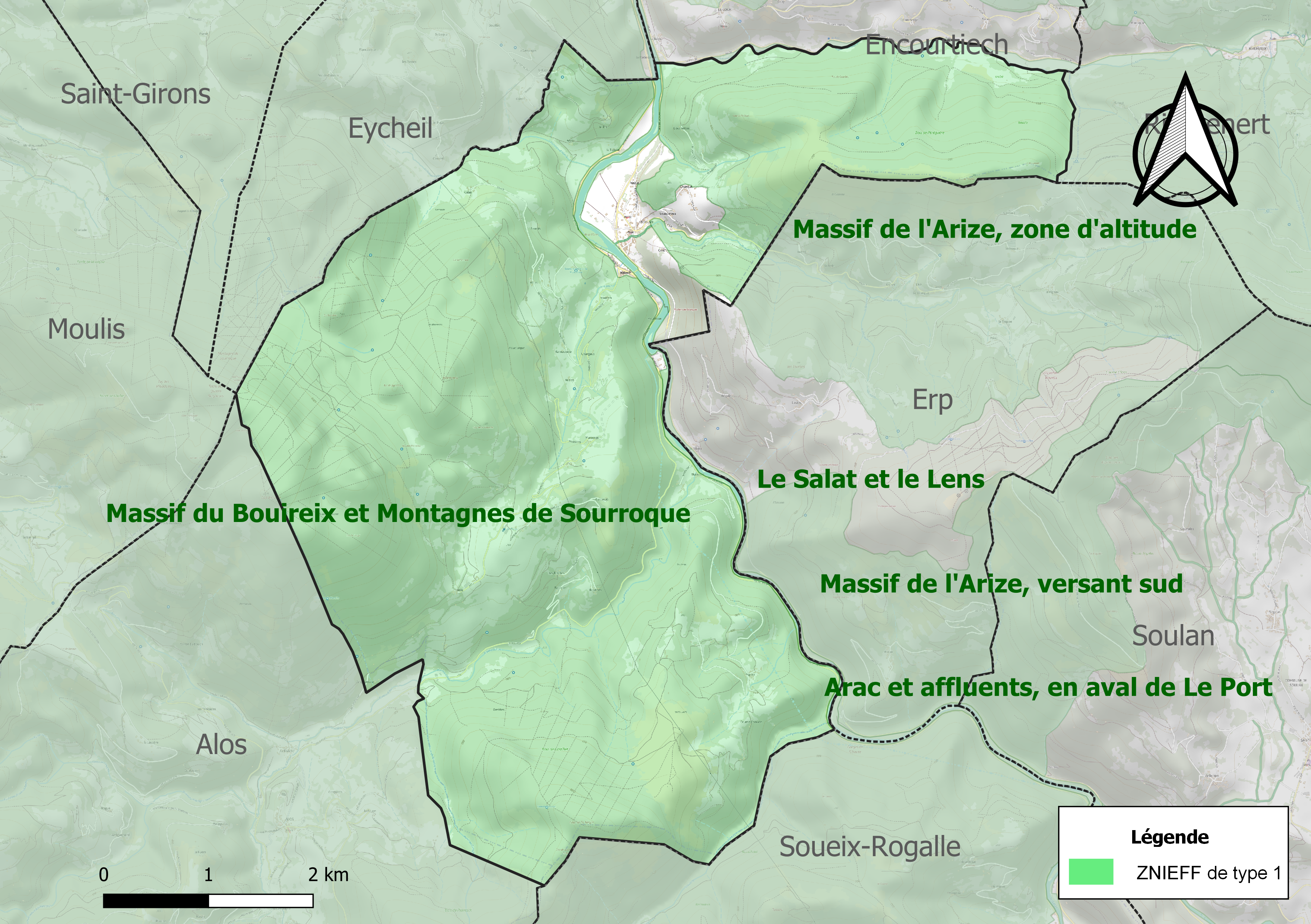
Carte des ZNIEFF de type 1 sur la commune.
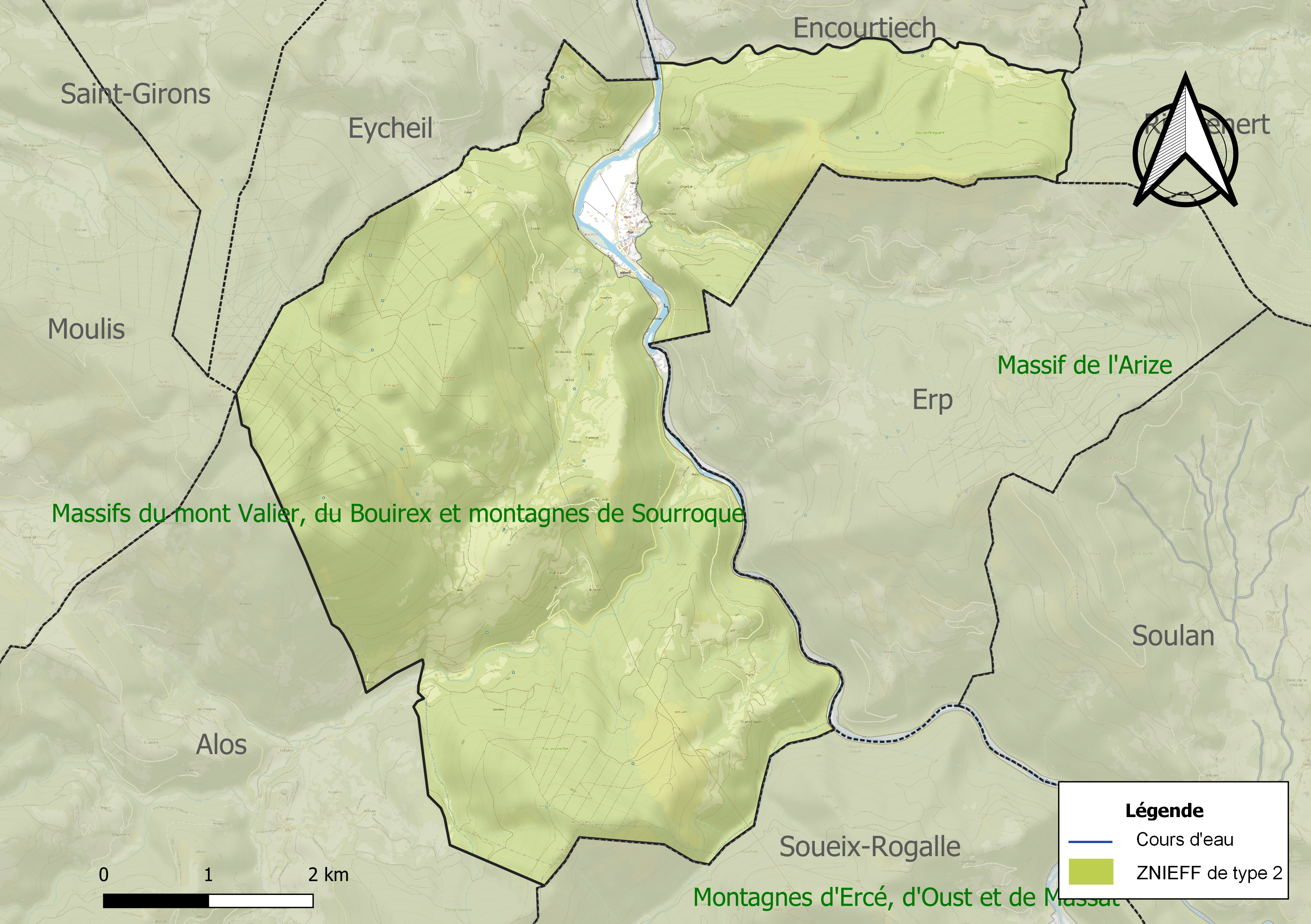
Carte des ZNIEFF de type 2 sur la commune.

## Urbanisme

### Typologie
Au 1er janvier 2024, Lacourt est catégorisée commune rurale à habitat dispersé, selon la nouvelle grille communale de densité à 7 niveaux définie par l'Insee en 2022.
Elle est située hors unité urbaine. Par ailleurs la commune fait partie de l'aire d'attraction de Saint-Girons, dont elle est une commune de la couronne,. Cette aire, qui regroupe 70 communes, est catégorisée dans les aires de moins de 50 000 habitants,.

### Occupation des sols

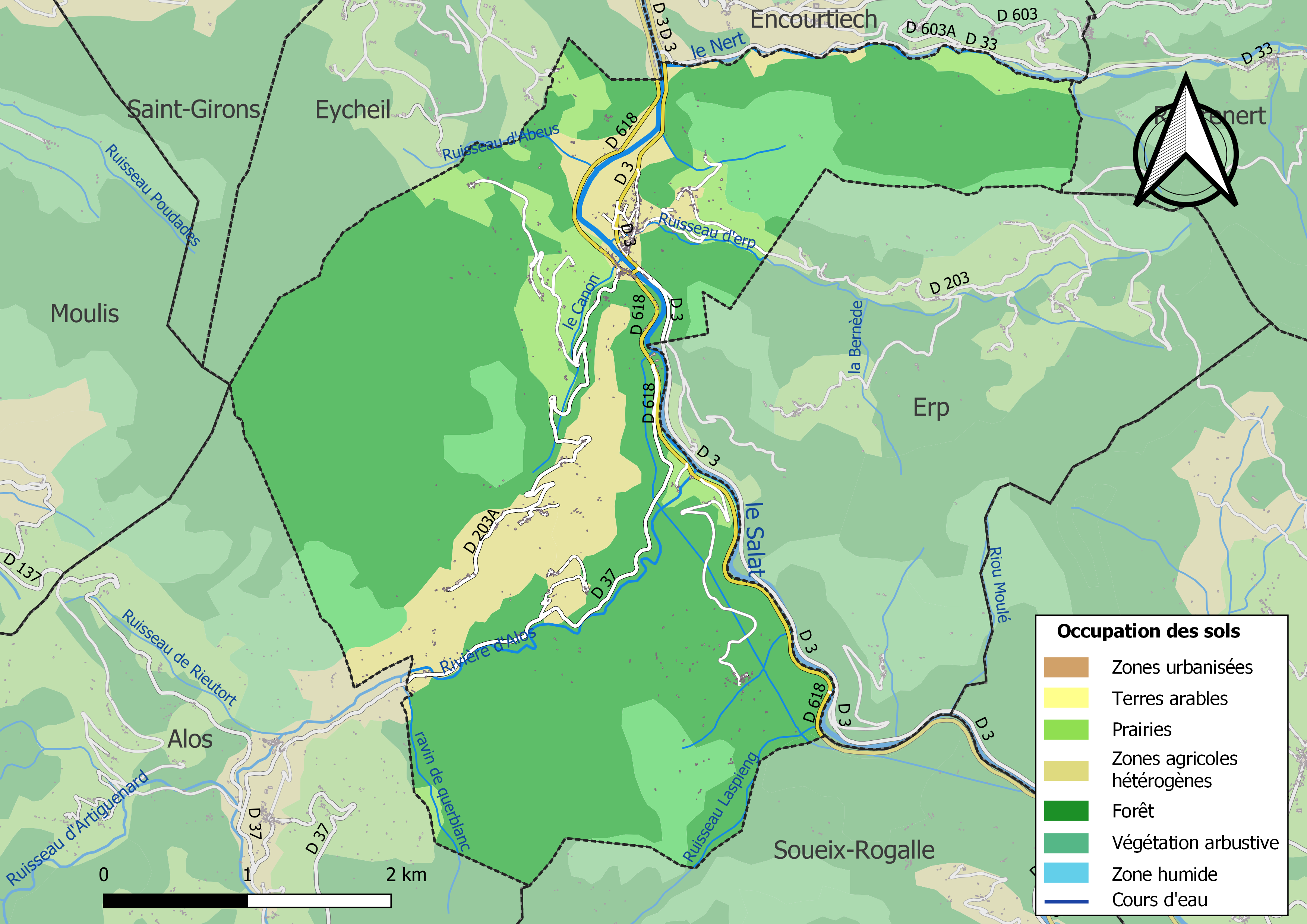
Carte des infrastructures et de l'occupation des sols de la commune en 2018 (CLC).

L'occupation des sols de la commune, telle qu'elle ressort de la base de données européenne d’occupation biophysique des sols Corine Land Cover (CLC), est marquée par l'importance des forêts et milieux semi-naturels (79 % en 2018), en augmentation par rapport à 1990 (75,3 %). La répartition détaillée en 2018 est la suivante : 
forêts (68,5 %), zones agricoles hétérogènes (12,7 %), milieux à végétation arbustive et/ou herbacée (10,5 %), prairies (8,3 %). L'évolution de l’occupation des sols de la commune et de ses infrastructures peut être observée sur les différentes représentations cartographiques du territoire : la carte de Cassini (XVIIIe siècle), la carte d'état-major (1820-1866) et les cartes ou photos aériennes de l'IGN pour la période actuelle (1950 à aujourd'hui).

### Hameaux
Alas, Ates, Berdies, Casterot, Chunaut, Espou, Maurech, Millas, Pont d’Ana, Raoubots, Sarradios, Sengouagnet, Souquetous...

### Habitat et logement
En 2018, le nombre total de logements dans la commune était de 247, alors qu'il était de 248 en 2013 et de 238 en 2008.
Parmi ces logements, 40,5 % étaient des résidences principales, 53,9 % des résidences secondaires et 5,6 % des logements vacants. Ces logements étaient pour 99,2 % d'entre eux des maisons individuelles et pour 0,8 % des appartements.
Le tableau ci-dessous présente la typologie des logements à Lacourt en 2018 en comparaison avec celle de l'Ariège et de la France entière. Une caractéristique marquante du parc de logements est ainsi une proportion de résidences secondaires et logements occasionnels (53,9 %) supérieure à celle du département (24,6 %) et à celle de la France entière (9,7 %). Concernant le statut d'occupation de ces logements, 87,1 % des habitants de la commune sont propriétaires de leur logement (89,8 % en 2013), contre 66,3 % pour l'Ariège et 57,5 % pour la France entière.
| Typologie                                               | Lacourt | Ariège | France entière |
| ------------------------------------------------------- | ------- | ------ | -------------- |
| Résidences principales (en %)                           | 40,5    | 65,7   | 82,1           |
| Résidences secondaires et logements occasionnels (en %) | 53,9    | 24,6   | 9,7            |
| Logements vacants (en %)                                | 5,6     | 9,7    | 8,2            |

### Voies de communication et transports
Accès avec l'ancienne route nationale 618.

### Risques majeurs
Le territoire de la commune de Lacourt est vulnérable à différents aléas naturels : inondations, climatiques (grand froid ou canicule), feux de forêts, mouvements de terrains et séisme (sismicité modérée). Il est également exposé à un risque particulier, le risque radon,.

#### Risques naturels

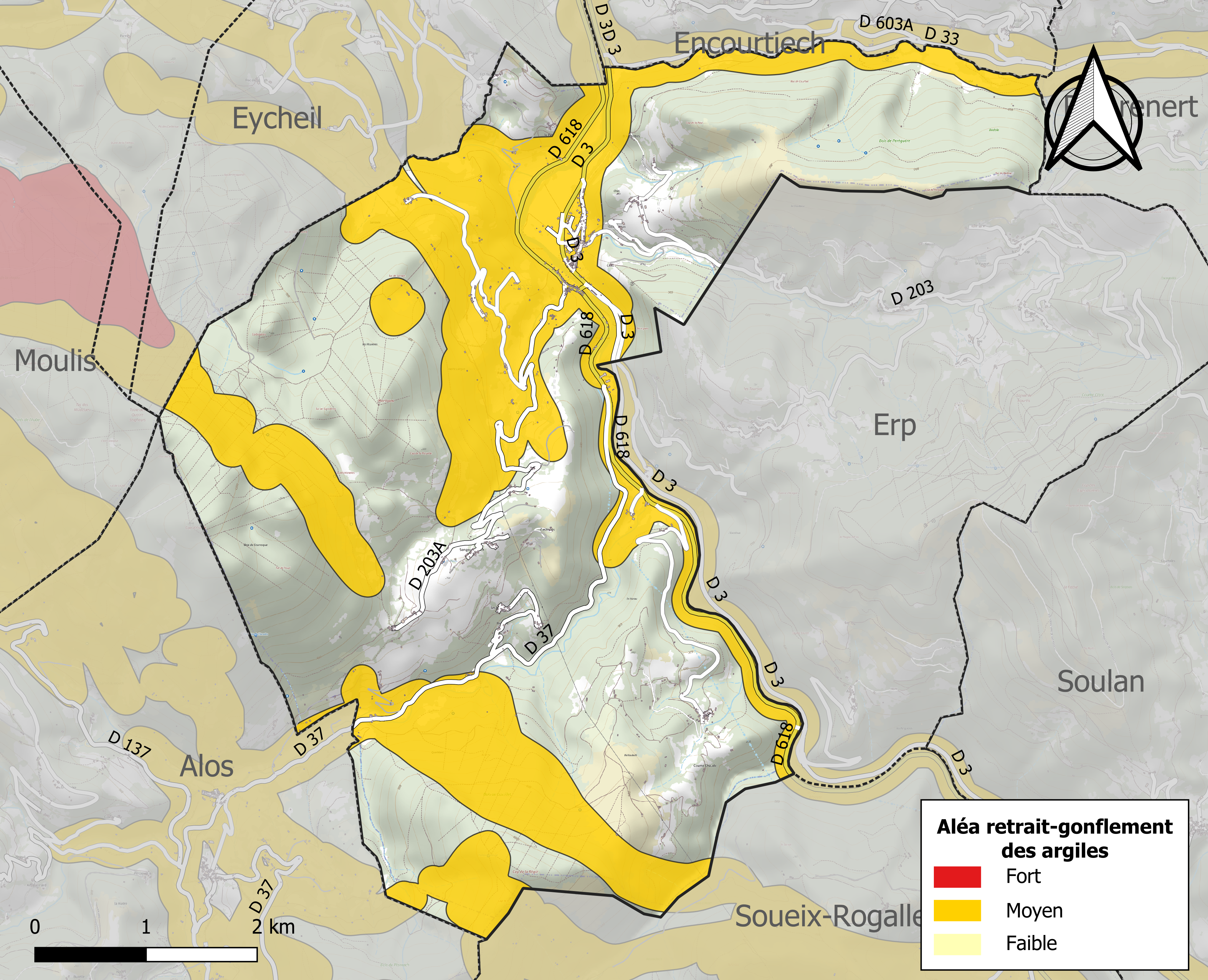
Zonage de l'aléa retrait-gonflement des argiles sur la commune de Lacourt.

Certaines parties du territoire communal sont susceptibles d’être affectées par le risque d’inondation par débordement, crue torrentielle d'un cours d'eau, le Salat, ou ruissellement d'un versant. L’épisode de crue le plus marquant dans le département reste sans doute celui de 1875. Parmi les inondations marquantes plus récentes concernant le Salat figurent les crues de 1937 (un mort à Salau), de 1992 et de 1993.
Les mouvements de terrains susceptibles de se produire sur la commune sont soit des chutes de blocs, soit des glissements de terrains, soit des effondrements liés à des cavités souterraines, soit des mouvements liés au retrait-gonflement des argiles. Près de 50 % de la superficie du département est concernée par l'aléa retrait-gonflement des argiles, dont la commune de Lacourt. L'inventaire national des cavités souterraines permet par ailleurs de localiser celles situées sur la commune.
Ces risques naturels sont pris en compte dans l'aménagement du territoire de la commune par le biais d'un plan de prévention des risques (PPR) inondation et mouvement de terrain approuvé le 5 décembre 2005.

#### Risque particulier
Dans plusieurs parties du territoire national, le radon, accumulé dans certains logements ou autres locaux, peut constituer une source significative d’exposition de la population aux rayonnements ionisants. Toutes les communes du département sont concernées par le risque radon à un niveau plus ou moins élevé. Selon la classification de 2018, la commune de Lacourt est classée en zone 3, à savoir zone à potentiel radon significatif.

## Histoire

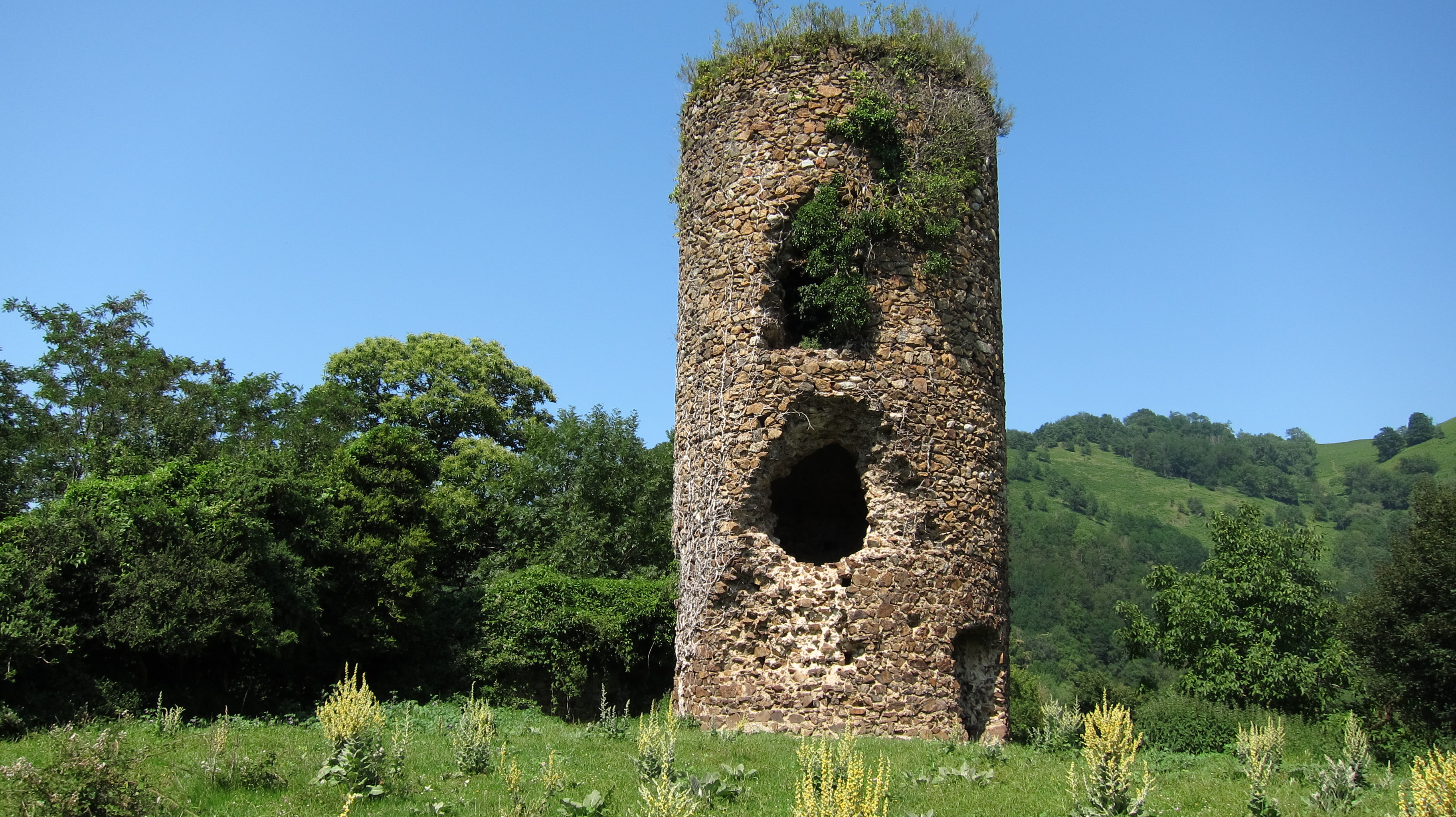
La tour de Chunaut en juin 2011.

Le château de Chunaut est érigé en 1180 par Robert Ier sur un sommet à 555 m d'altitude. En 1667, lors de sa visite d'inspection des forêts royales, Louis de Froidour le décrit comme étant mal entretenu. Seule une tour en ruine subsiste au XXIe siècle.
Des mines de fer ont été exploitées par intermittence notamment à proximité du hameau d'Espou, en limite sud-est du territoire communal, en surplomb de la rivière d'Alos ou des gorges de la Ribaute.

## Politique et administration

### Découpage territorial
La commune de Lacourt est membre de la communauté de communes Couserans-Pyrénées, un établissement public de coopération intercommunale (EPCI) à fiscalité propre créé le 18 novembre 2016 dont le siège est à Saint-Lizier. Ce dernier est par ailleurs membre d'autres groupements intercommunaux.
Sur le plan administratif, elle est rattachée à l'arrondissement de Saint-Girons, au département de l'Ariège, en tant que circonscription administrative de l'État, et à la région Occitanie.
Sur le plan électoral, elle dépend du canton du Couserans Est pour l'élection des conseillers départementaux, depuis le redécoupage cantonal de 2014 entré en vigueur en 2015, et de la deuxième circonscription de l'Ariège  pour les élections législatives, depuis le redécoupage électoral de 1986.

### Administration municipale
Le nombre d'habitants au recensement de 2011 étant compris entre 100 et 499, le nombre de membres du conseil municipal pour l'élection de 2014 est de onze,.

### Rattachements administratifs et électoraux
Commune faisant partie de la communauté de communes Couserans - Pyrénées et du canton du Couserans Est (avant le redécoupage départemental de 2014, Lacourt faisait partie de l'ex-canton de Saint-Girons) et avant le 1er janvier 2017 elle faisait partie de la communauté de communes de Val-Couserans .

### Liste des maires
| Période                                  | Période  | Identité          | Étiquette | Qualité                           |
| ---------------------------------------- | -------- | ----------------- | --------- | --------------------------------- |
| mars 2001                                | mai 2020 | Max Cousin        |           | Retraité salarié du secteur privé |
| mai 2020                                 | en cours | Richard Petitalot |           | Ancien employé                    |
| Les données manquantes sont à compléter. |          |                   |           |                                   |

## Population et société

### Démographie
L'évolution du nombre d'habitants est connue à travers les recensements de la population effectués dans la commune depuis 1793. Pour les communes de moins de 10 000 habitants, une enquête de recensement portant sur toute la population est réalisée tous les cinq ans, les populations de référence des années intermédiaires étant quant à elles estimées par interpolation ou extrapolation. Pour la commune, le premier recensement exhaustif entrant dans le cadre du nouveau dispositif a été réalisé en 2007.

En 2022, la commune comptait 201 habitants, en évolution de +1,52 % par rapport à 2016 (Ariège : +1,48 %, France hors Mayotte : +2,11 %).
| 1793 | 1800 | 1806  | 1821  | 1831  | 1836  | 1841  | 1846  | 1851  |
| ---- | ---- | ----- | ----- | ----- | ----- | ----- | ----- | ----- |
| 874  | 801  | 1 057 | 1 170 | 1 250 | 1 200 | 1 278 | 1 242 | 1 192 |

| 1856  | 1861  | 1866  | 1872  | 1876  | 1881  | 1886  | 1891  | 1896  |
| ----- | ----- | ----- | ----- | ----- | ----- | ----- | ----- | ----- |
| 1 179 | 1 134 | 1 146 | 1 102 | 1 077 | 1 093 | 1 135 | 1 119 | 1 075 |

| 1901  | 1906  | 1911  | 1921 | 1926 | 1931 | 1936 | 1946 | 1954 |
| ----- | ----- | ----- | ---- | ---- | ---- | ---- | ---- | ---- |
| 1 069 | 1 068 | 1 038 | 797  | 813  | 740  | 659  | 539  | 456  |

| 1962 | 1968 | 1975 | 1982 | 1990 | 1999 | 2006 | 2007 | 2012 |
| ---- | ---- | ---- | ---- | ---- | ---- | ---- | ---- | ---- |
| 427  | 429  | 356  | 361  | 279  | 264  | 211  | 203  | 197  |

| 2017 | 2022 | - | - | - | - | - | - | - |
| ---- | ---- | - | - | - | - | - | - | - |
| 196  | 201  | - | - | - | - | - | - | - |

| selon la population municipale des années : | 1968 | 1975 | 1982 | 1990 | 1999 | 2006 | 2009 | 2013 |
| Rang de la commune dans le département      | 56   | 76   | 77   | 101  | 109  | 125  | 143  | 143  |
| Nombre de communes du département           | 340  | 328  | 330  | 332  | 332  | 332  | 332  | 332  |

### Enseignement
Lacourt fait partie de l'académie de Toulouse.

### Activités sportives
Randonnée pédestre, kayak depuis les gorges de la Ribaute, 15e étape du Tour de France 2007 et 13e étape du Tour de France 2017,

### Écologie et recyclage
La déchetterie la plus proche se trouve à Saint-Girons au lieudit « Palétès ».

## Économie

### Revenus
En 2018, la commune compte 106 ménages fiscaux, regroupant 205 personnes. La médiane du revenu disponible par unité de consommation est de 17 370 € (19 820 € dans le département).

### Emploi
| Division       | 2008  | 2013   | 2018   |
| -------------- | ----- | ------ | ------ |
| Commune        | 7,2 % | 10,5 % | 6,8 %  |
| Département    | 8,9 % | 11,1 % | 11,2 % |
| France entière | 8,3 % | 10 %   | 10 %   |

En 2018, la population âgée de 15 à 64 ans s'élève à 115 personnes, parmi lesquelles on compte 73,5 % d'actifs (66,6 % ayant un emploi et 6,8 % de chômeurs) et 26,5 % d'inactifs,. Depuis 2008, le taux de chômage communal (au sens du recensement) des 15-64 ans est inférieur à celui de la France et du département.
La commune fait partie de la couronne de l'aire d'attraction de Saint-Girons, du fait qu'au moins 15 % des actifs travaillent dans le pôle,. Elle compte 15 emplois en 2018, contre 19 en 2013 et 19 en 2008. Le nombre d'actifs ayant un emploi résidant dans la commune est de 79, soit un indicateur de concentration d'emploi de 18,8 % et un taux d'activité parmi les 15 ans ou plus de 52,5 %.
Sur ces 79 actifs de 15 ans ou plus ayant un emploi, 12 travaillent dans la commune, soit 15 % des habitants. Pour se rendre au travail, 95 % des habitants utilisent un véhicule personnel ou de fonction à quatre roues, 1,3 % les transports en commun, 3,7 % s'y rendent en deux-roues, à vélo ou à pied.

### Marché
Un marché des petits producteurs se déroule le lundi de 16h30 à 18h30 à partir du 21 mars 2022, place de la mairie.

## Culture locale et patrimoine

### Culture locale et patrimoine
- Tour de Chunaut, reste d'un château construit vers 1180.
- Église Saint-Pierre-aux-Liens de Lacourt.
- Trois séquoias séculaires au bord du Salat.
- Centrale hydroélectrique EDF - Elle reçoit par une galerie de 5 km de long forée dans la montagne, les eaux du Salat captées par le barrage-vanne situé entre Saint-Sernin (commune de Soueix-Rogalle) et Lacourt.
- Centrale hydroélectrique du Moulin de Mourlasse - Installation sur le Salat d'une turbine de type DIVE.

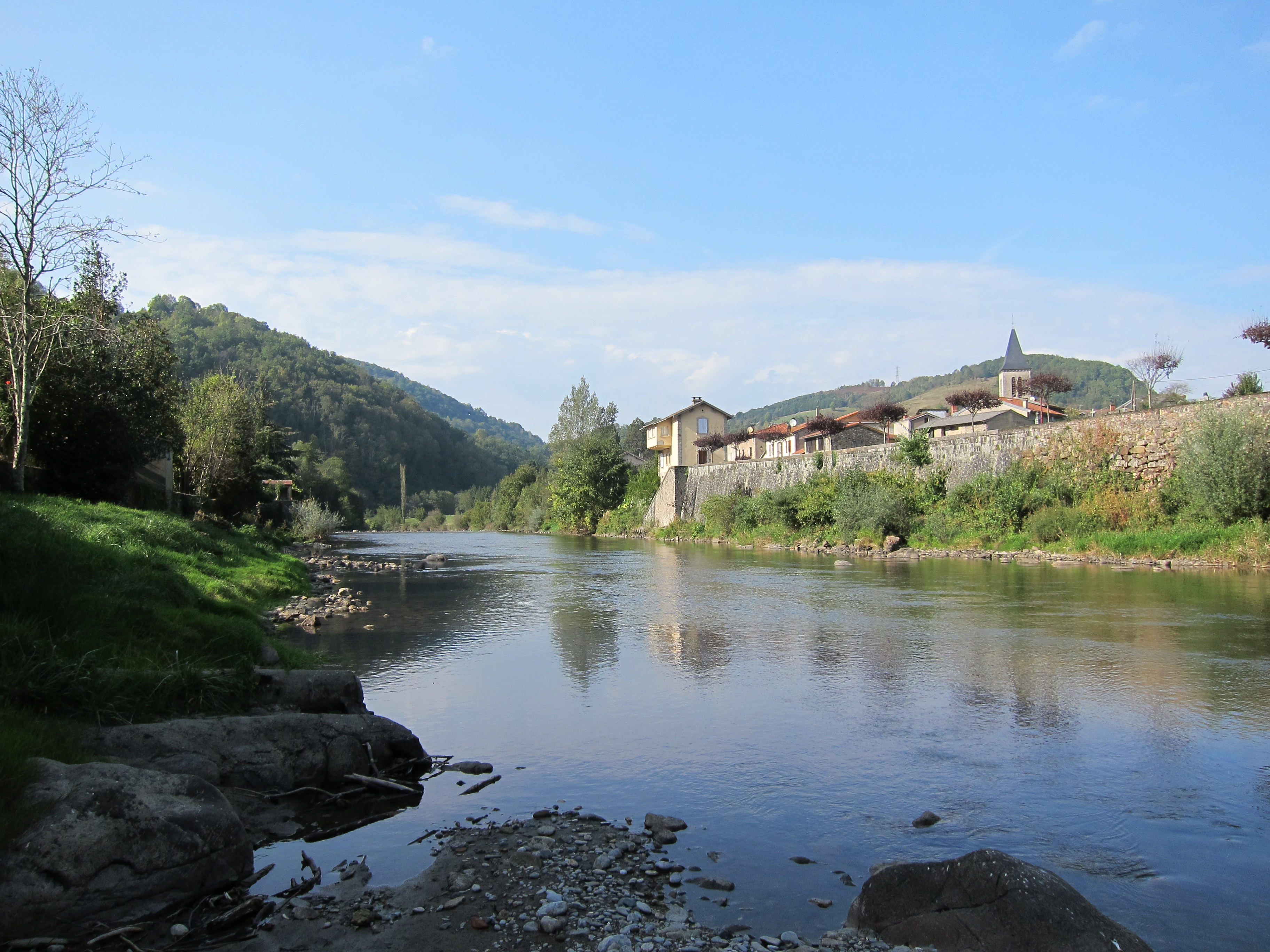
Le village vu depuis la rive du Salat.
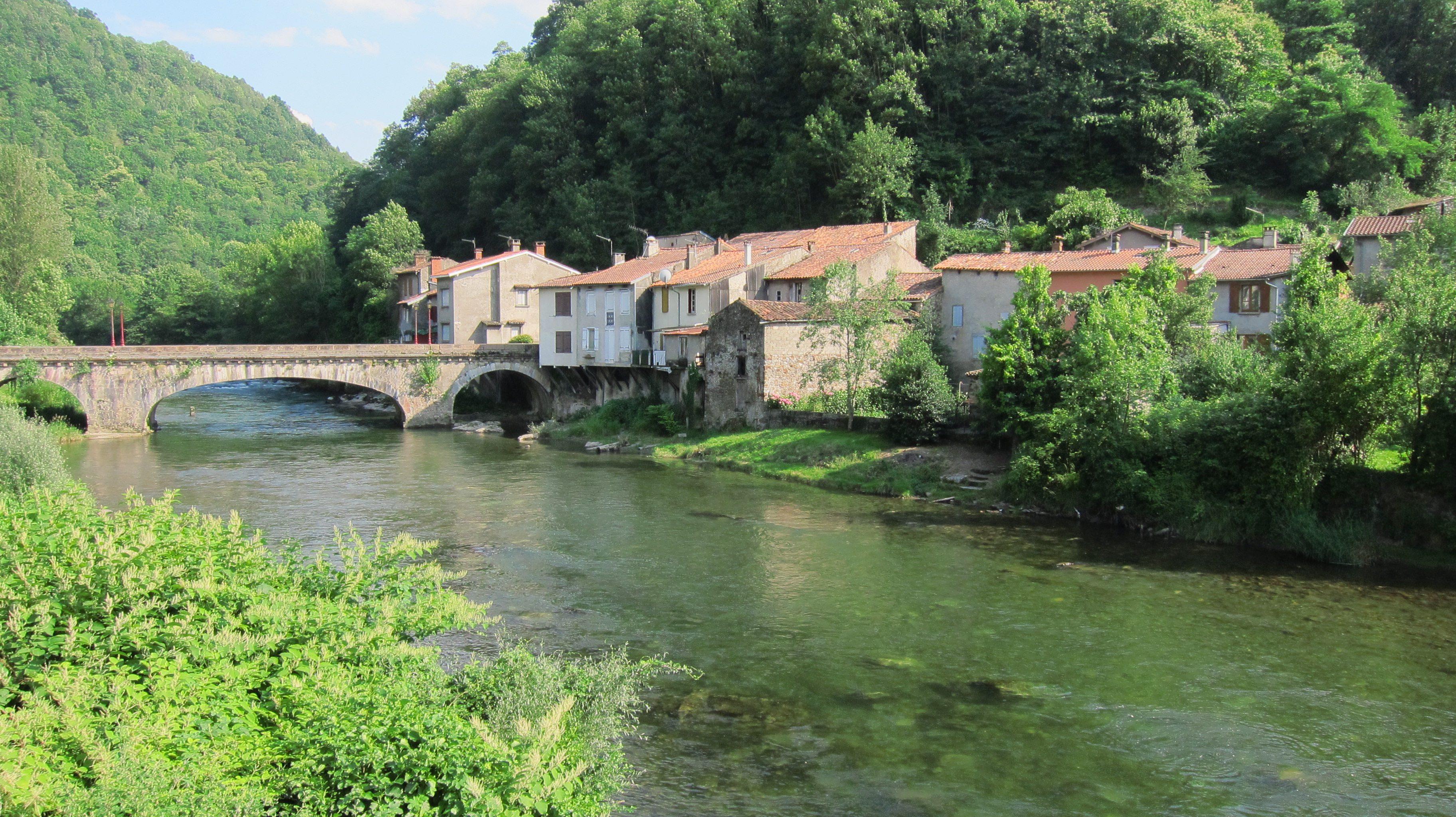
Le hameau de la rive gauche du Salat.
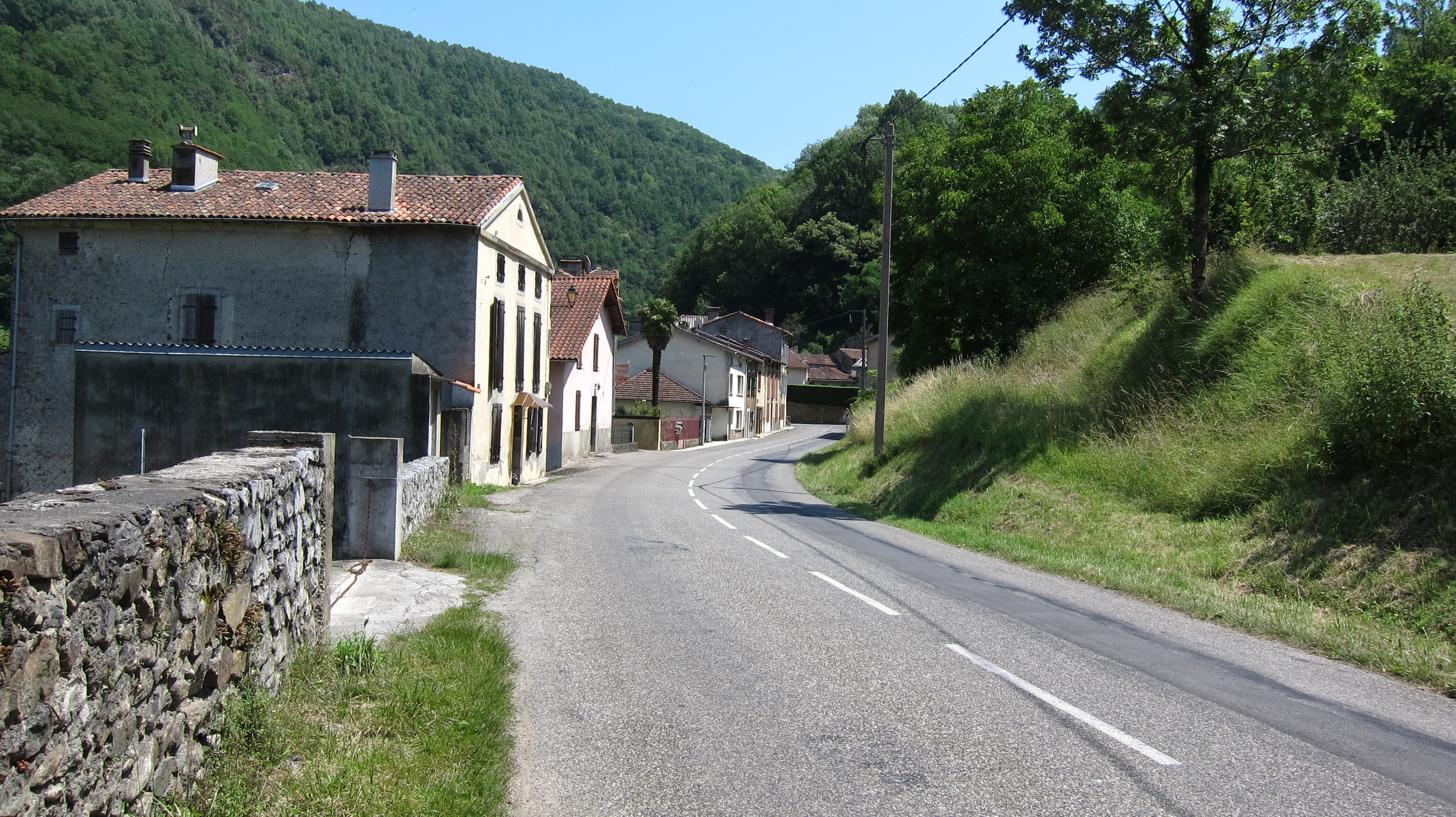
Entrée du village en venant de Saint-Girons par la rive gauche.
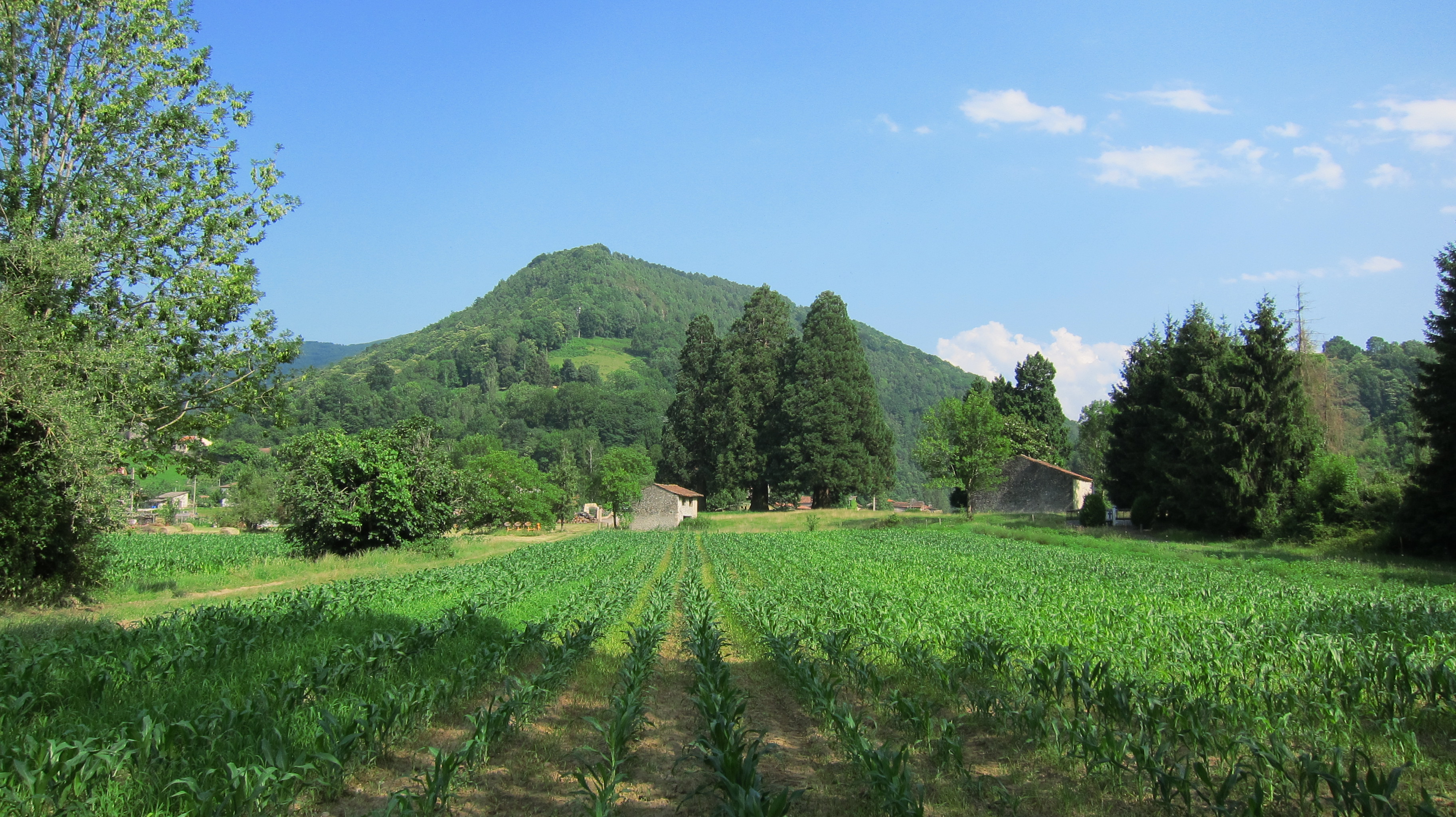
Un champ de maïs de la plaine du bord du Salat. En arrière-plan on aperçoit les trois séquoias (Sequoiadendron giganteum) séculaires.
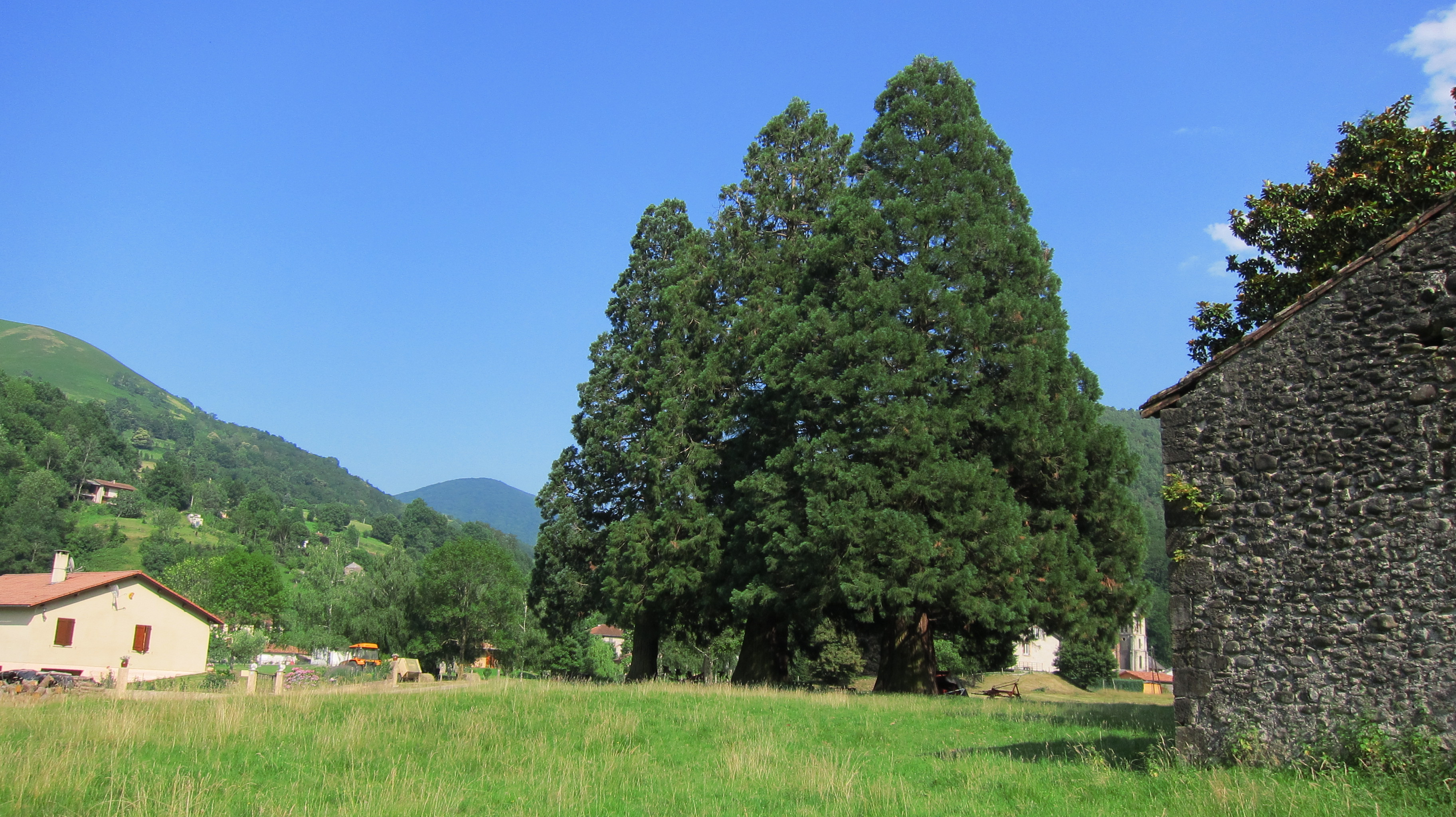
Les trois séquoias (Sequoiadendron giganteum).
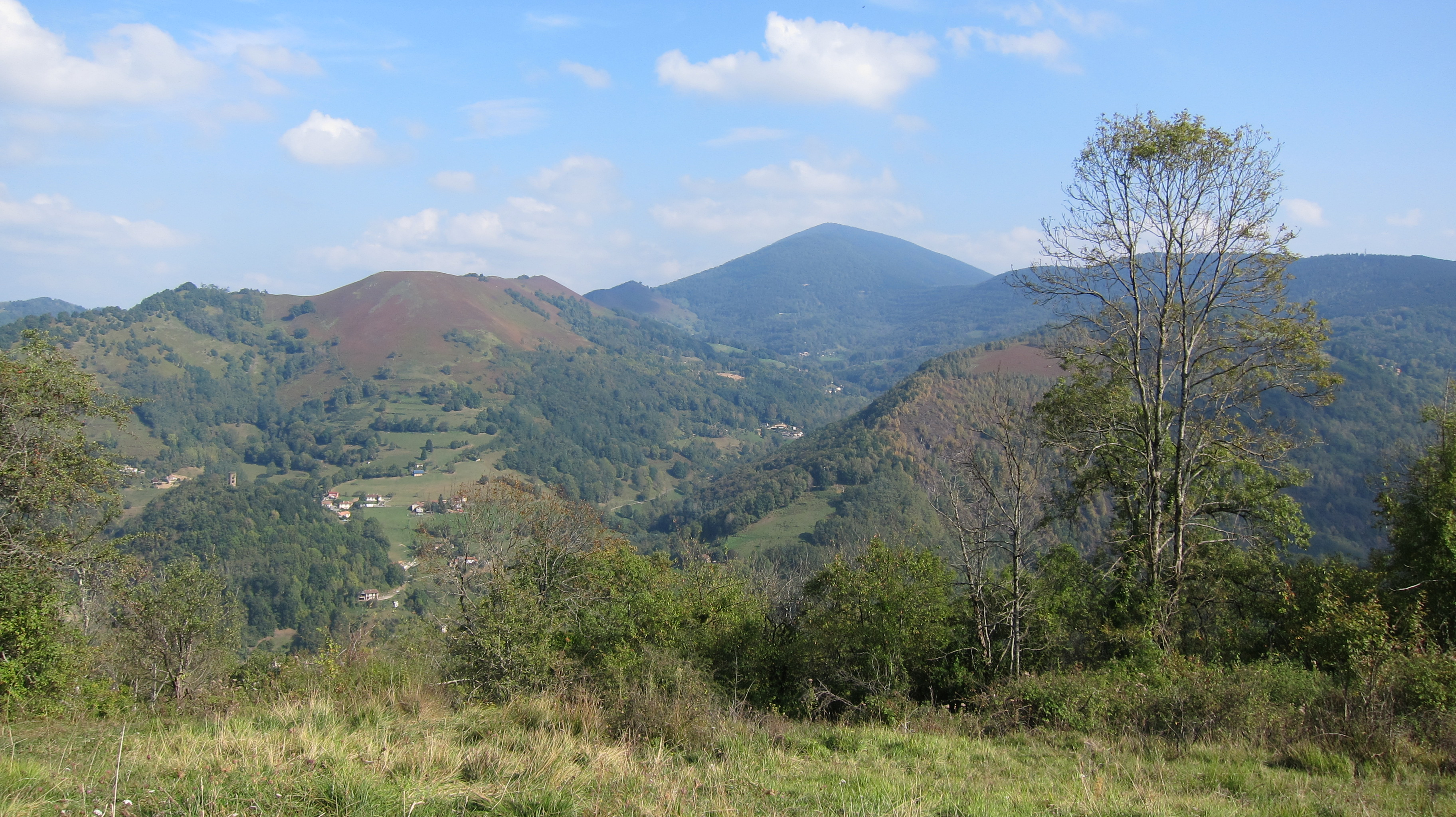
La vallée d'Erp vue depuis la rive gauche du Salat. Le hameau visible est celui de Chunaut dont on aperçoit également le château sur la gauche. Le sommet est le Tuc de la Courate.

### Personnalité liée à la commune
- Jean Vila, député-maire de Cabestany (Pyrénées-Orientales), né dans la commune en 1941

## Pour approfondir